# Kỷ Cambri
| Kỷ Cambri                                             |                                                   |
| Nồng độ O 2 trung bình trong khí quyển giai đoạn này  | Khoảng 12.5 Vol % (63 % so với giá trị hiện tại)  |
| Nồng độ CO 2 trung bình trong khí quyển giai đoạn này | Khoảng 4500 ppm (16 lần giá trị tiền công nghiệp) |
| Nhiệt độ bề mặt nước biển trong giai đoạn này         | Khoảng 21 °C (7 °C trên mức hiện đại)             |
| Mực nước biển (cao hơn ngày nay)                      | Tăng đều từ 30m đến 90m                           |
| Bản mẫu:Cambrian graphical timeline                   |                                                   |

Kỷ Cambri (/ˈkæmbriən/ hay /ˈkeɪmbriən/) là một đơn vị phân chia chính trong niên đại địa chất, bắt đầu vào khoảng 541,0 ± 1,0 triệu năm (Ma) trước vào cuối thời kỳ liên đại Nguyên Sinh và kết thúc vào khoảng 485,4 ± 1,9 Ma (Ma: Megaannum, triệu năm trước) với sự khởi đầu của kỷ Ordovic (theo ICS, 2018). Nó là kỷ đầu tiên của đại Cổ sinh thuộc liên đại Hiển Sinh. Kỷ Cambri là kỷ sớm nhất mà trong các lớp đá của thời kỳ đó người ta tìm thấy một lượng lớn các sinh vật đa bào đã hóa thạch một cách rõ ràng, chúng phức tạp hơn so với hải miên (bọt biển, ngành Porifera) hay sứa (phân ngành Medusozoa). Trong thời gian này, khoảng 50 nhóm sinh vật chính tách biệt hay "ngành" đã xuất hiện một cách đột ngột, trong phần lớn các trường hợp là không có tổ tiên một cách rõ ràng (đối với kiến thức khoa học hiện nay). Sự bùng nổ các ngành này được nói đến như là sự bùng nổ kỷ Cambri.

## Phân chia
Kỷ Cambri diễn ra sau đại Tân Nguyên Sinh và trước kỷ Ordovic. Kỷ Cambri trước đây được chia thành 3 thế - là Cambri sớm (Cambri hạ, Caerfai hay Waucoban), Cambri giữa (Cambri trung St. Davids hay Albertian) và Cambri muộn/thượng (Merioneth hay Croixan) hay như hiện nay trong địa tầng học là 4 thống - là thống Terreneuve (tương đương với Cambri sớm), thống 2 và thống 3 chưa đặt tên (tương đương Cambri giữa) và thống Phù Dung (tương đương Cambri muộn).
Mỗi thống hiện tại được chia ra thành 2-3 tầng, làm cho kỷ Cambri có 10 tầng. Tuy nhiên, vào thời điểm tháng 8 năm 2008 chỉ có 3 tầng là tầng Fortune (năm 1992), tầng Bài Bích (2003) và tầng Drum (2006) là được ICS công nhận. Các tầng khác hiện vẫn chưa được đặt tên. Tầng Cổ Trượng là tên gọi dự kiến được thông qua năm 2009. Bên cạnh đó, các tầng 5 và 9 dự kiến sẽ có tên gọi trong năm 2008; các tầng 3, 4, 10 dự kiến sẽ có tên gọi trong năm 2009 còn tầng 2 thì hiện tại vẫn chưa quyết định sự kiện chỉ dẫn là gì. (Nguồn: ICS).
Ngoài ra, kỷ Cambri cũng được phân chia thành một số tầng mang tính khu vực như bảng sau, trong đó hệ thống Nga-Kazakhstan được sử dụng nhiều nhất trong các văn bản quốc tế:
| Thế         | Thống      | Trung Hoa         | Bắc Mỹ             | Nga-Kazakhstan | Australia    | Khu vực      |
| ----------- | ---------- | ----------------- | ------------------ | -------------- | ------------ | ------------ |
| Cambri muộn | Phù Dung   |                   | Ibexian (một phần) | Ayusokkanian   | Idamean      | Dolgellian   |
| Cambri muộn | Phù Dung   |                   | Sunwaptan          | Sakian         | Mindyallan   | Festiniogian |
| Cambri muộn | Phù Dung   |                   | Steptoan           | Aksayan        | Payntonian   | Maentwrogian |
| Cambri muộn | Phù Dung   |                   | Marjuman           | Batyrbayan     |              |              |
| Cambri giữa | Thống 3    | Maozhangian       | Marjuman           | Mayan          | Boomerangian |              |
| Cambri giữa | Thống 3    | Zuzhuangian       | Delamaran          | Amgan          | Undillian    |              |
| Cambri giữa | Thống 3    | Zhungxian         |                    |                | Florian      |              |
| Cambri giữa | Thống 2    |                   |                    |                | Templetonian |              |
| Cambri giữa | Thống 2    |                   | Dyeran             |                | Ordian       |              |
| Cambri sớm  | Terreneuve | Longwangmioan     | Dyeran             | Toyonian       | Ordian       | Lenian       |
| Cambri sớm  | Terreneuve | Changlangpuan     | Montezuman         | Botomian       |              |              |
| Cambri sớm  | Terreneuve | Qungzusian        |                    | Atdabanian     |              |              |
| Cambri sớm  | Terreneuve | Meishuchuan       |                    | Tommotian      |              |              |
| Cambri sớm  | Terreneuve | Nemakit-Daldynian |                    |                |              |              |

### Niên đại của kỷ Cambri
| Hệ/ Kỷ                                                                                   | Thống/ Thế                       | Bậc/ Kỳ                          | Tuổi (Ma) | Tuổi (Ma) |
| ---------------------------------------------------------------------------------------- | -------------------------------- | -------------------------------- | --------- | --------- |
| Ordovic                                                                                  | Dưới/Sớm                         | Tremadoc                         | trẻ hơn   | trẻ hơn   |
| Cambri                                                                                   | Phù Dung                         | Tầng 10                          | 485.4     | ~489.5    |
| Cambri                                                                                   | Phù Dung                         | Giang Sơn                        | ~489.5    | ~494      |
| Cambri                                                                                   | Phù Dung                         | Bài Bích                         | ~494      | ~497      |
| Cambri                                                                                   | Miêu Lĩnh                        | Cổ Trượng                        | ~497      | ~500.5    |
| Cambri                                                                                   | Miêu Lĩnh                        | Drum                             | ~500.5    | ~504.5    |
| Cambri                                                                                   | Miêu Lĩnh                        | Ô Lựu                            | ~504.5    | ~509      |
| Cambri                                                                                   | Thống 2                          | Tầng 4                           | ~509      | ~514      |
| Cambri                                                                                   | Thống 2                          | Tầng 3                           | ~514      | ~521      |
| Cambri                                                                                   | Terreneuve                       | Tầng 2                           | ~521      | ~529      |
| Cambri                                                                                   | Terreneuve                       | Fortune                          | ~529      | 541.0     |
| Ediacara                                                                                 | không xác định tầng động vật nào | không xác định tầng động vật nào | già hơn   | già hơn   |
| Phân chia kỷ Cambri theo ICS năm 2018. Các giai đoạn in nghiêng không có tên chính thức. |                                  |                                  |           |           |

Khoảng thời gian của kỷ Cambri về mặt kinh điển được cho là từ khoảng 500 Ma tới khoảng 570 Ma. Ranh giới dưới (sớm) của kỷ Cambri theo truyền thống được thiết lập khi có sự xuất hiện sớm nhất của các loại động vật chân đốt (ngành Arthropoda) nguyên thủy được biết đến như là bọ ba thùy (lớp Trilobita) và các dạng động vật nguyên thủy tựa như san hô sừng, được biết đến như là Archaeocyatha. Sự kết thúc của kỷ này cuối cùng được thiết lập theo sự thay đổi tương đối rõ ràng trong hệ động vật mà hiện nay đã xác định như là sự kiện tuyệt chủng. Các khám phá hóa thạch và xác định niên đại bằng phóng xạ trong khoảng 25 năm cuối thế kỷ 20 đã đưa các số liệu thời đại này vào trong câu hỏi. Sự chênh lệch về thời gian lên tới 20 triệu năm là phổ biến giữa các học giả. Khoảng thời gian khoảng 545 đến 490 Ma đã được tiểu ủy ban quốc tế về địa tầng học toàn cầu đưa ra gần đây vào năm 2002.
Dữ liệu xác định niên đại bằng phóng xạ từ New Brunswick đã đặt sự kết thúc của kỷ này vào khoảng 511 Ma. Kết quả này bỏ lại khoảng 21 triệu năm cho hai giai đoạn khác của kỷ Cambri.
Dữ liệu niên đại chính xác hơn 542 ± 0,3 Ma cho sự kiện tuyệt chủng vào đầu kỷ Cambri đã được đưa ra gần đây. Cơ sở hợp lý cho niên đại chính xác này là một điều thú vị do nó là một hình mẫu của nguyên lý suy diễn cổ sinh vật học. Ở ranh giới của kỷ Cambri, một cách chính xác là đã có sự suy giảm rõ nét trong mức độ phổ biến của đồng vị C13, một 'đường đảo ngược' mà các nhà cổ sinh vật học gọi là sự lệch hướng. Một điều cũng khá phổ biến là nó lại là chỉ số tốt nhất về vị trí của ranh giới tiền Cambri-Cambri trong các lớp địa tầng với niên đại xấp xỉ như vậy. Một trong những khu vực mà sự lệch hướng của cacbon-13 đã được biết rất rõ này diễn ra tại Oman. Amthor (2003) miêu tả các chứng cứ từ Oman đã chỉ ra sự lệch hướng của đồng vị cacbon có liên quan đến sự tuyệt chủng hàng loạt: Sự biến mất các hóa thạch rõ ràng từ thời tiền Cambri trùng khớp một cách chính xác với các bất thường của cacbon-13. Một điều may mắn là tại các lớp đá Oman, cũng như từ các lớp tro núi lửa mà từ đó dựa trên đồng vị của ziricon người ta đã đưa ra niên đại khá chính xác là 542 ± 0,3 Ma (tính toán trên tỷ lệ phân rã urani thành chì). Niên đại mới và chính xác này phù hợp với niên đại ít chính xác hơn đối với các dị thường của cacbon-13, thu được từ các lớp đá tại Siberia và Namibia. Các dữ liệu này có lẽ sẽ được chấp nhận như là niên đại chính xác cuối cùng cho giai đoạn bắt đầu của thời Hiển sinh (Phanerozoic), và vì thế là sự bắt đầu của đại Cổ sinh và kỷ Cambri.

## Cổ địa lý học kỷ Cambri
Các lục địa trong kỷ Cambri được cho là kết quả từ sự vỡ ra của siêu lục địa trong đại Tân Nguyên Sinh là Pannotia. Nước trong thời kỳ thuộc kỷ Cambri dường như là trải rộng và nông. Gondwana vẫn là siêu lục địa lớn nhất sau khi Pannotia vỡ ra. Người ta cũng cho rằng khí hậu thời kỳ này là nóng hơn một cách đáng kể so với thời gian trước đó, thời gian mà Trái Đất hứng chịu các thời kỳ băng hà mạnh đã được coi như là sự đóng băng Varanger (kỷ Thành băng). Bên cạnh đó đã không có sự đóng băng tại hai địa cực. Tỷ lệ trôi dạt lục địa trong kỷ Cambri có thể là cao bất thường. Laurentia, Baltica và Siberia vẫn là các lục địa độc lập kể từ khi Pannotia vỡ ra. Gondwana bắt đầu trôi dạt về phía cực Nam. Panthalassa che phủ phần lớn Nam bán cầu, các đại dương nhỏ có đại dương Proto-Tethys, đại dương Iapetus và đại dương Khanty, tất cả chúng đều mở rộng trong thời gian này.

## Động vật kỷ Cambri

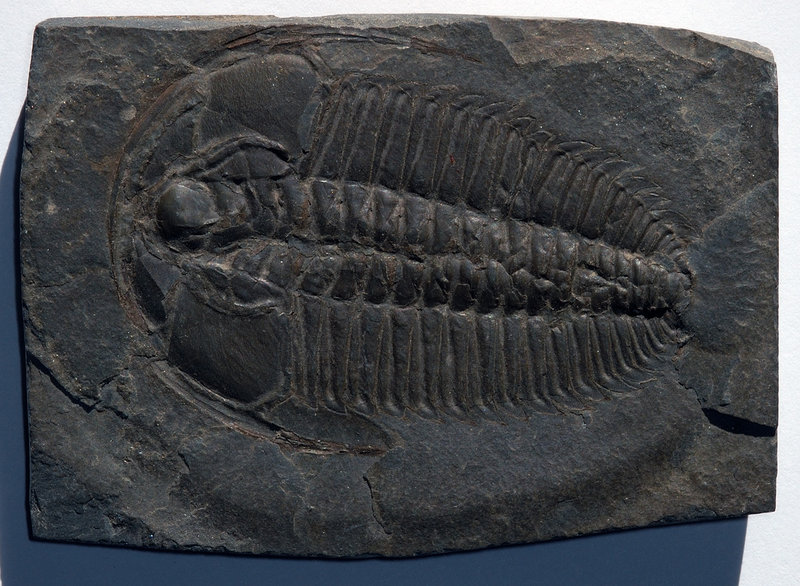
Hóa thạch bọ ba thùy (Trilobita) Redlichia chinensis kỷ Cambri tại Trung Quốc.

Bên cạnh một số dạng sự sống bí ẩn mà có thể coi là động vật hoặc không là động vật, tất cả các ngành động vật hiện đại trong bất kỳ mẫu hóa thạch nào có thể đề cập tới, ngoại trừ ngành Bryozoa, dường như đều có các đại diện trong kỷ Cambri. Tất cả chúng, ngoại trừ hải miên (Porifera), dường như có sự khởi đầu chỉ ngay sau hoặc ngay trước khi bắt đầu kỷ này. Tuy nhiên, một vài ngành hiện đại, chủ yếu là các ngành với thân nhỏ hoặc mềm, không có mẫu hóa thạch trong kỷ Cambri. Nhiều ngành động vật đã tuyệt chủng, kỳ cục và có quan hệ không rõ ràng với các động vật khác, cũng xuất hiện trong kỷ Cambri. Sự xuất hiện dường như là "bất ngờ" của hệ động vật đa dạng trong một khoảng thời gian không quá vài chục triệu năm này được coi là "Sự bùng nổ kỷ Cambri".
Qua nghiên cứu các hóa thạch đã được tìm thấy, các nhà khoa học đã dựng lại khung cảnh sống và nguồn thực phẩm của cá động vật kỉ Cambri, phân chúng thành 4 nhóm:
- Nhóm thu thập và ăn các chất lắng tụ dưới đáy biển, chiếm 60% tổng số cá thể, chủ yếu là các loài Chân khớp như Bọ ba thùy.
- Nhóm sống bằng cách thu gom và nuốt các chất lắng tụ, chiếm 1%, chủ yếu là các loài Thân mềm có một phần vỏ cứng.
- Nhóm sống bằng các chất lơ lửng trong nước, chiếm 30%, chủ yếu là các loài Bọt biển.
- Nhóm ăn thịt, chiếm 10%, chủ yếu là các loài Chân khớp.

Có thể nói trong kỷ Cambri các loài Chân khớp phát triển hết sức đa dạng, theo ước tính có thể lên đến 20 nhóm, không như ngày nay chỉ còn 4 nhóm là Côn trùng, Giáp xác, Nhện và nhóm Nhiều chân (Đa túc). Phổ biến nhất là Tôm ba lá (còn gọi là Trùng tam điệp hay Bọ ba thùy), vì thế các nhà khoa học còn gọi kỷ Cambri là "thời đại Bọ ba thùy" và hóa thạch bộ ba thùy là hóa thạch chỉ thị cho kỷ Cambri. Bộ ba thùy có nhiều hình thức sống khác nhau. Có loại sống gần mặt biển, có loại sống ở tầng nước giữa, cóa loại sống ở tầng đáy. Các nhà khoa học đã tìm thấy hơn 10.000 loài bọ ba thùy khác nhau, có kích thước trung bình từ 3 – 42 cm, cá biệt có con dài đến 75 cm. Cấu tạo cơ thể chúng gồm đầu và thân, chia ra thành nhiều đốt, xếp chồng như mái ngói giúp cho bọ ba thùy có thể cuộn tròn một cách dễ dàng. Ở một vài loài, các đốt cuối liền với nhau tạo thành cái đuôi. Và giống như các loài Chân khớp khác, bộ ba thùy mỗi lần lớn lên thì chúng phải lột xác và phải một thời gian sau thì vỏ mới cứng lại. Loài Deiphon có nhiều chân bơi lội một cách nhẹ nhàng trên đáy đại đương, loài Encrinurus thì có mắt lồi sống ở tầng đáy, loài Calymene khi gặp nguy hiểm thì cuộn tròn mình lại, còn loài Trimerus thì có đời sống chuyên vùi mình xuống bùn,....
Khu vực được nghiên cứu kỹ nhất mà tại đó các phần mềm của các sinh vật hóa thạch nằm trong đá phiến sét Burgess ở British Columbia, Canada. Chúng đại diện cho các địa tầng thời Cambri giữa và cung cấp nhiều thông tin cho con người về sự đa dạng động vật thời kỳ đó. Các hệ động vật tương tự lần lượt sau đó cũng được tìm thấy tại nhiều khu vực khác - quan trọng nhất là trong các lớp đá phiến sét giai đoạn Cambri sớm tại tỉnh Vân Nam, Trung Quốc (xem đá phiến sét Trừng Giang). Các hệ động vật thời kỳ tiền Cambri thuộc kỷ Ediacara cũng đã được nhận dạng trong 50 năm qua, nhưng quan hệ của chúng với các dạng sự sống động vật kỷ Cambri là hoàn toàn mờ mịt.

### Một số ngành động vật sống tại kỷ Cambri
- Chordata (một số loài cá tiền sử như Haikouichthys và Myllokunmingia)
- Vetulicolia
- Saccorhytida (540 triệu năm trước vào Tầng Fortune)
- Lobopodia
- Arthropoda (nhiều nhất là bọ ba thùy)
- Porifera

## Tên gọi
Cambri là tên gọi lấy theo Cambria, tên gọi cũ của Wales, khu vực mà các loại đá thuộc kỷ này đã được nghiên cứu lần đầu tiên.